# Ammosperma variabile
Ammosperma variabile là một loài thực vật có hoa trong họ Cải. Loài này được Nègre & Le Houér. mô tả khoa học đầu tiên năm 1959.